# Вітниця
Вітниця (пол. Witnica, нім. Vietz) — місто в західній Польщі, на річці Вітна.
Належить до Гожувського повіту Любуського воєводства.

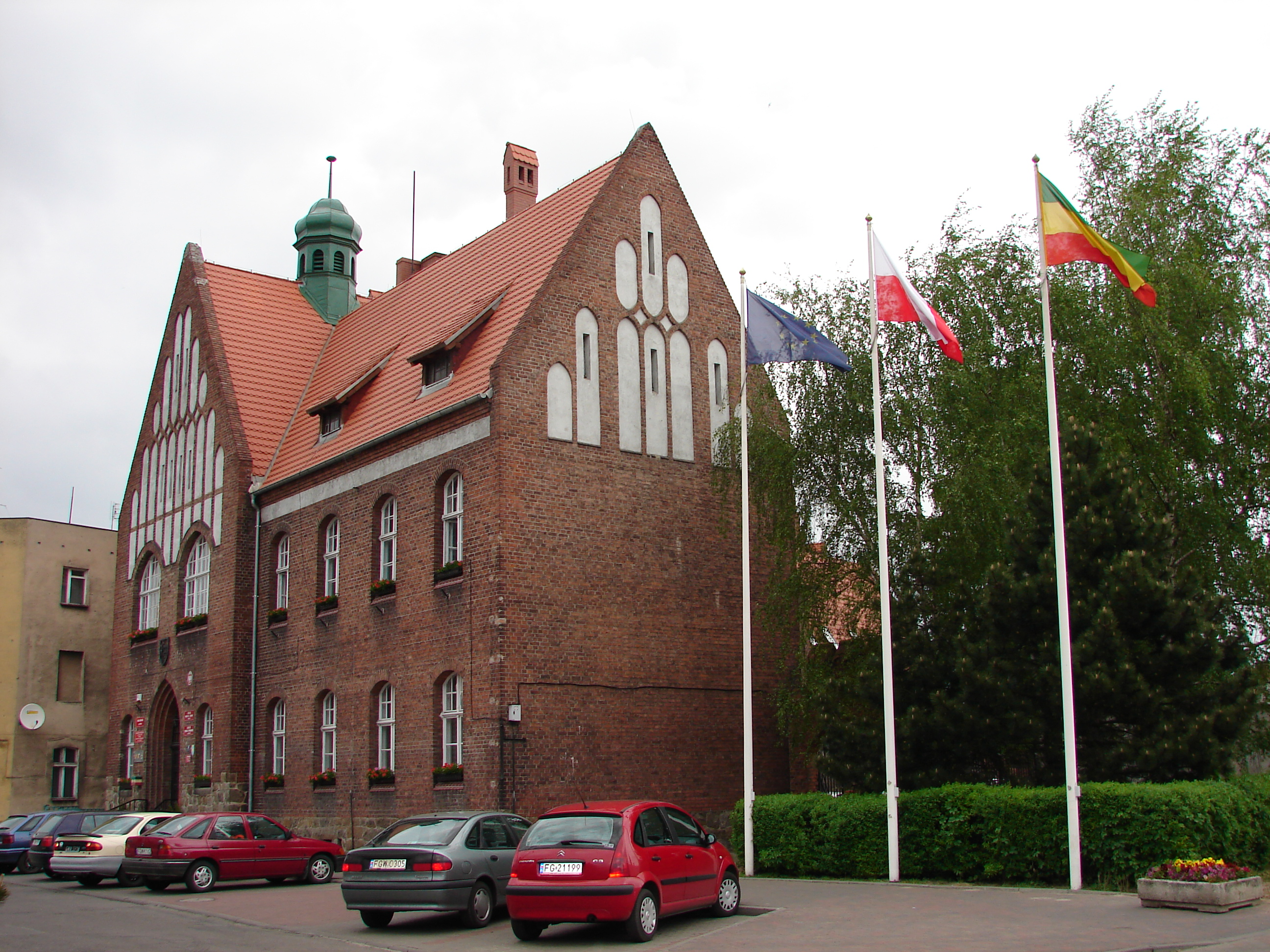
Будинок міської ради

## Демографія
Демографічна структура станом на 31 березня 2011 року:
|          | Загалом | Допрацездатний вік | Працездатний вік | Постпрацездатний вік |
| -------- | ------- | ------------------ | ---------------- | -------------------- |
| Чоловіки | 3404    | 719                | 2424             | 261                  |
| Жінки    | 3562    | 707                | 2152             | 703                  |
| Разом    | 6966    | 1426               | 4576             | 964                  |